# Oratorio della Madonna delle Nevi
L'oratorio della Madonna delle Nevi si trova a Cinigiano.

## Storia e descrizione
La costruzione risale alla fine del Quattrocento ma è stata alterata dagli interventi successivi.
L'attuale aspetto della facciata intonacata con un coronamento ad archetti risale al Novecento. L'interno a navata unica era decorato con dipinti murali, come indicano i lacerti della fine del Quattrocento scoperti negli anni 1967-69.
Negli sguanci delle finestre sono individuabili varie immagini di santi (Giovanni Battista, Leonardo, Guglielmo, Francesco d'Assisi), dipinte sopra figurazioni precedenti; nel presbiterio, dove è esposta la tavola con la Madonna col Bambino fra San Giovannino e San Giuseppe (1857), è stato scoperto l'affresco frammentario con la Madonna incoronata da due angeli fra i Santi Michele arcangelo e Antonio abate.